# Les Assassins du dimanche
Pour plus de détails, voir Fiche technique et Distribution.
Les Assassins du dimanche est un film français d'Alex Joffé sorti en 1956.

## Synopsis
Un garagiste répare la nuit une voiture, mais, appelé par la gendarmerie, se rend sur les lieux d'un accident mortel de la circulation ; puis il revient pour finir la réparation, mais la voiture a été malheureusement récupérée en son absence, donc ce véhicule reste dangereux en conduite ; il devait participer à une course cycliste mais  renonce cet exercice sportif, travaillé par les remords, et n'écoutant plus ses proches qui l'encouragent à ne rien dire de l'erreur qui pourrait devenir fatale aux occupants de la voiture (car les clients allemands ont repris à son insu leur voiture avec un écrou de direction mal serré). Aidé seulement par le curé du village et deux employées des postes et télécommunications, il essaye de retrouver les automobilistes en danger. Les gendarmes du village sont peu coopérants.

## Fiche technique
- Titre original : Les Assassins du dimanche
- Réalisation : Alex Joffé, assisté de Patrice Dally
- Scénario : Alex Joffé, Jacques Pignier
- Dialogues : Alex Joffé, Gabriel Arout
- Décors : Jacques Paris
- Photographie : Jean Bourgoin
- Son : Jacques Gallois
- Montage : Jean Feyte
- Musique : Denis Kieffer
- Production : Georges de La Grandière
- Société de production : Édition et Diffusion Cinématographique
- Société de distribution : Filmonde
- Pays d’origine :  France
- Langue originale : français
- Format : noir et blanc — 35 mm — 2,35:1 (Cinépanoramic) —  son Mono
- Genre : Comédie dramatique
- Durée : 110 minutes
- Dates de sortie :  France : 1956

## Distribution
- Jean-Marc Thibault : Robert Simonet
- Barbara Laage : Simone Simonet
- Dominique Wilms : Ginette Garcet
- Paul Frankeur : Lucien Simonet
- Rosy Varte : Marie Simonet
- Michel André : Le curé
- Solange Certain : Marinette
- Guy Decomble : L' adjudant de gendarmerie
- Susanne Cramer : Gerda Brüchner
- Joachim Mock : Otto Brüchner
- Jacques Moulières : Toto
- Georges Poujouly : Julot
- Paul Préboist : un gendarme
- Marie-Laurence
- Jean Martin